# 121 př. n. l.

## Události
- Vznik římské provincie Galie Narbonské.

## Úmrtí
- Gaius Gracchus (154 př. n. l. – 121 př. n. l.) – římský politik
- Marcus Fulvius Flaccus (* kolem 168 př. n. l.) – římský politik a vojevůdce

## Hlavy států
- Parthská říše – Mithradatés II. (124/123 – 88/87 př. n. l.)
- Egypt – Ptolemaios VIII. Euergetés II. (144 – 116 př. n. l.)
- Numidie – Micipsa
- Čína – Wu-ti (dynastie Západní Chan)
- Hasmoneovské království – Jan Hyrkán I.